# Confine tra Ruanda e Tanzania
Il confine tra il Ruanda e la Tanzania ha una lunghezza di 222 km e va dal triplice confine con il Burundi a sud, fino al triplice confine con l'Uganda a nord. 

## Descrizione
Il tracciato segue prevalentemente il corso del fiume Kagera partendo a sud al triplice confine con il Burundi e proseguendo in direzione nord verso il triplice confine con l'Uganda alla confluenza del talweg del Kagitumba con il Kagera. A eccezione di alcuni segmenti rettilinei, il confine si estende lungo la linea mediana del fiume Kagera. Il confine separa la regione tanzaniana di Kigoma dalla Provincia Orientale del Ruanda.

## Storia

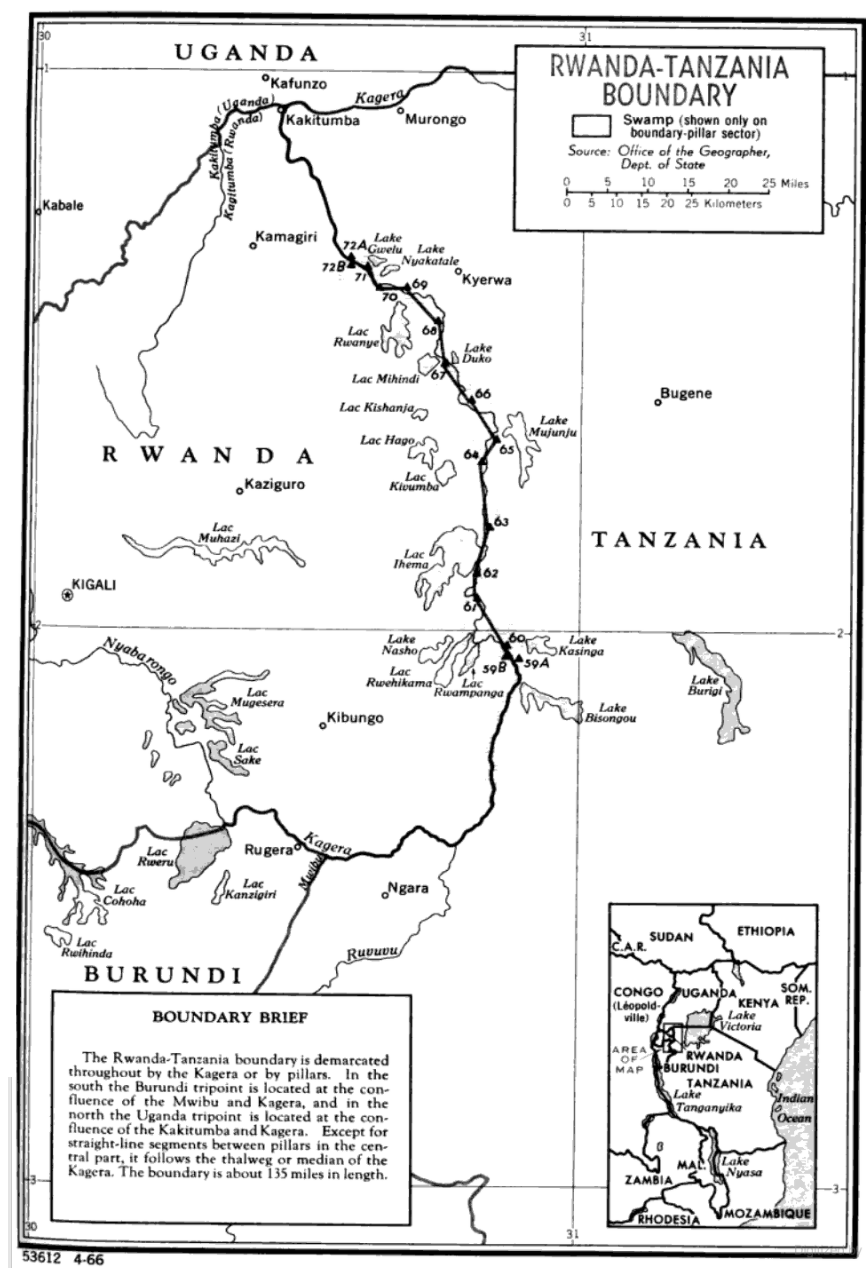
Mappa del confine tra il Ruanda e la Tanzania

Tra il 1885 e la prima guerra mondiale, gli attuali territori di Ruanda e Tanzania erano separati da un confine amministrativo interno dell'Africa orientale tedesca. Dopo la prima guerra mondiale, con il Trattato di Versailles del 1919, la Germania sconfitta rinunciò ai suoi possedimenti coloniali. Il Ruanda-Urundi divenne un mandato belga della Società delle Nazioni mentre il Tanganica passò sotto il mandato britannico. 
In conformità degli accordi Orts-Milner l'area ruandese di Gisaka venne ceduta al Tanganica, nell'eventualità di creare una rotta ferroviaria tutta britannica tra gli stati dell'Uganda e del Tanganica amministrati dal Regno Unito. Sia il territorio del Tanganica che il confine tra le due aree appartenenti prima all'Africa orientale tedesca vennero definiti dal Consiglio della Società delle Nazioni.
Nel 1923 sia il governo belga che quello britannico concordarono che l'assegnazione di Gisaka al Tanganica aveva danneggiato la popolazione residente. Inoltre, l'idea di un percorso ferroviario interamente britannico per collegare il Tanganica e l'Uganda non era più considerato essenziale. Per queste ragioni, il Belgio e il Regno Unito con un emendamento dei termini dei mandati spostarono il confine tra Ruanda e Tanganica verso est fino al fiume Kagera, e di conseguenza il territorio di Gisaka ritornò sotto l'occupazione del Belgio il 1º gennaio 1924.
Un protocollo anglo-belga firmato a Kigoma il 5 agosto 1924 delineò il confine Ruanda-Tanganica ma non accuratamente a causa delle condizioni paludose e dei numerosi meandri del corso del fiume Kagera. Pertanto, un trattato anglo-belga nel 1934 consentì l'allineamento dell'odierno confine delimitato dai pilastri rispetto al corso del fiume. La posizione del triplice confine con il Burundi fu determinata ufficialmente da un'ordinanza del vice governatore generale del Ruanda-Urundi nel 1949. Prima di questo periodo era in uso una linea tradizionale tra le due entità. Il triplice confine dell'Uganda situato alla confluenza tra il Kagera e il Kagitumba venne stabilito da un accordo anglo-tedesco firmato a Bruxelles il 14 maggio 1910.
Entrambe le entità divennero amministrazioni fiduciarie delle Nazioni Unite sotto i mandati degli amministratori originali, e ottennero la loro indipendenza all'inizio degli anni '60. Il Tanganica divenne indipendente il 9 dicembre 1961. La Repubblica Unita di Tanzania si formò nel 1964 con la fusione di Tanganica e Zanzibar. Sia il Ruanda che l'Urundi divennero indipendenti il 1º luglio 1962, rispettivamente come Repubblica del Ruanda e Regno del Burundi nel 1962.

## Attraversamenti al confine
Il ponte di Rusumo attraversa il fiume Kagera nella località di Rusumo al confine tra i due paesi. La costruzione di un nuovo ponte adiacente ha la finalità di far fronte al previsto aumento del volume di traffico tra il Ruanda e la Tanzania nei prossimi anni.